# Huelga general en España de 1988

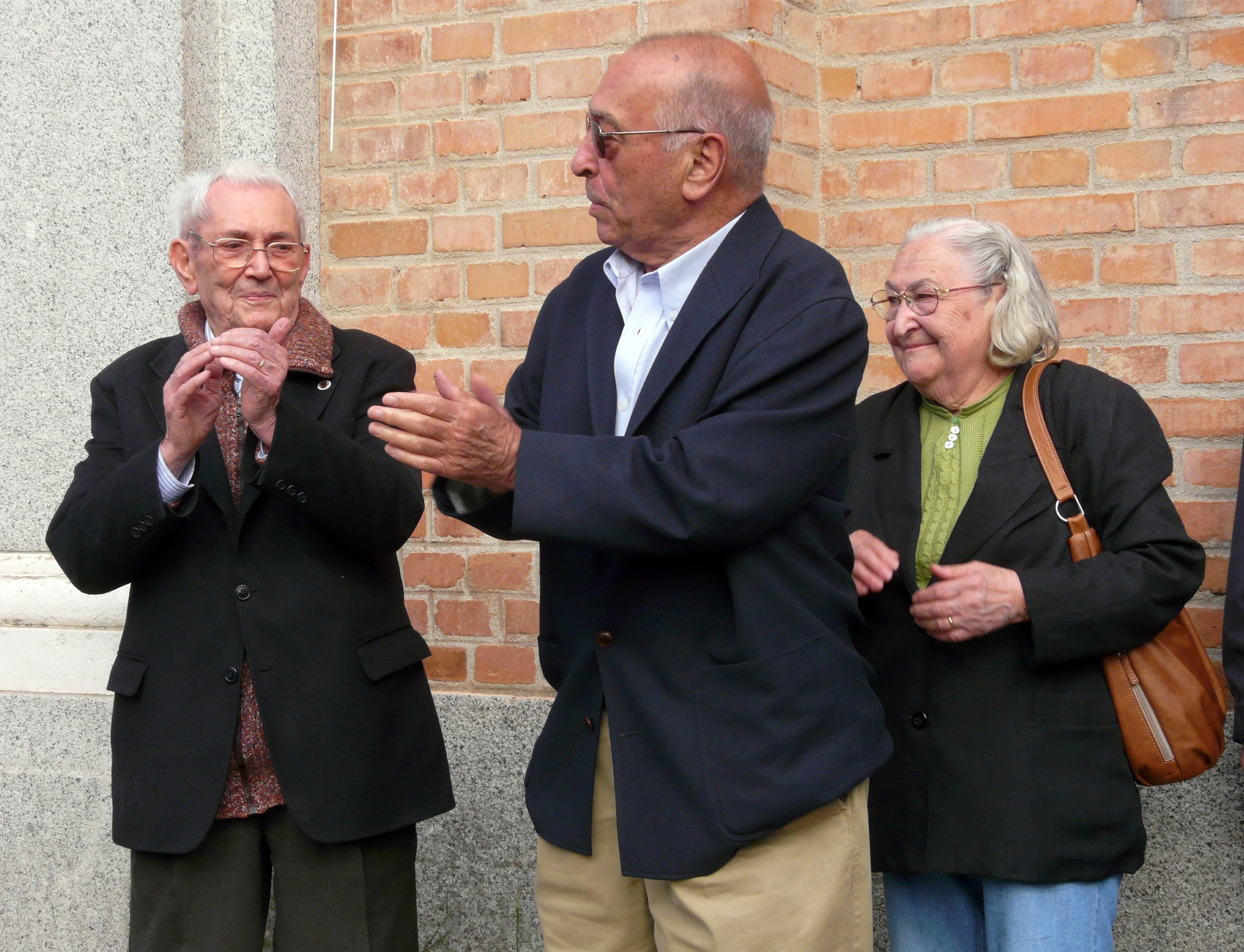
Nicolás Redondo y Marcelino Camacho, líderes respectivamente de Unión General de Trabajadores y de Comisiones Obreras, las dos grandes centrales sindicales convocantes de la huelga, en 2008, durante un acto de homenaje a los presos políticos del franquismo. A la derecha de ambos, Josefina Samper, sindicalista española.

La huelga general de 1988 en España o 14-D fue una huelga general celebrada el miércoles 14 de diciembre de 1988. Fue convocada por las dos principales centrales sindicales: Comisiones Obreras y Unión General de Trabajadores.
La huelga, convocada contra una importante reforma en el mercado laboral, abaratando el despido e introduciendo los contratos temporales para los jóvenes trabajadores, se convirtió en una movilización general del descontento con la política económica del gobierno socialista de Felipe González entre su base social ante las continuas reformas en beneficio de la patronal.
Con un seguimiento masivo de la población activa, el país fue paralizado durante 24 horas, obligando al gobierno a negociar con los sindicatos. Incluso la señal de Televisión Española fue cortada por los trabajadores. La reforma prevista fue retirada y se incrementó el gasto social. Respecto al efecto político al año siguiente, el PSOE perdió la mayoría absoluta que ostentaban desde 1982, obteniendo 175 diputados

## Causas
El detonante de la huelga fue la presentación por parte del Gobierno del Plan de Empleo Juvenil en el Consejo de Ministros del 28 de octubre de 1988. Dicho plan preveía un contrato: «destinado a jóvenes de entre 16 y 25 años, por el salario mínimo interprofesional, una duración de entre seis y 18 meses y exenciones en las cuotas de la seguridad social para los empresarios».
Entre las reivindicaciones de la huelga estuvo la equiparación de la pensión mínima con el salario mínimo y el derecho a la negociación colectiva de los funcionarios.

## El éxito de la huelga y la estrategia para detener TVE
En 1988 durante las horas previas a la huelga del 14-D, al realizador José María Fraguas, se le ocurrió que podía ser eficaz gritar una cuenta atrás para cortar la emisión sin miedo, con el respaldo de todos y con éxito. La cuenta atrás serviría para coordinar la acción del comité de huelga que estaba en Torrespaña, con la de los trabajadores que querían secundar la huelga tanto en el propio edificio, como en los múltiples centros de Radio Nacional, Televisión Española y sus Centros de Enlaces repartidos por todo el país. Se tomó como referencia el reloj digital de la señal del circuito interno de radiofrecuencia de TVE que se ve en todos los edificios y despachos de la empresa. Fraguas lo propuso en la asamblea previa que se realizó con asistencia de multitud de trabajadores en el estudio A4 del Pirulí y se aceptó.

De ese modo con todos los empleados gritando 10, 9, 8,... etc. desde los centros de RTVE de toda España se consiguió que al llegar al 0, a las doce en punto de la noche; todos los trabajadores dejaran sus cometidos al unísono cortando la emisión con éxito y precisión. 

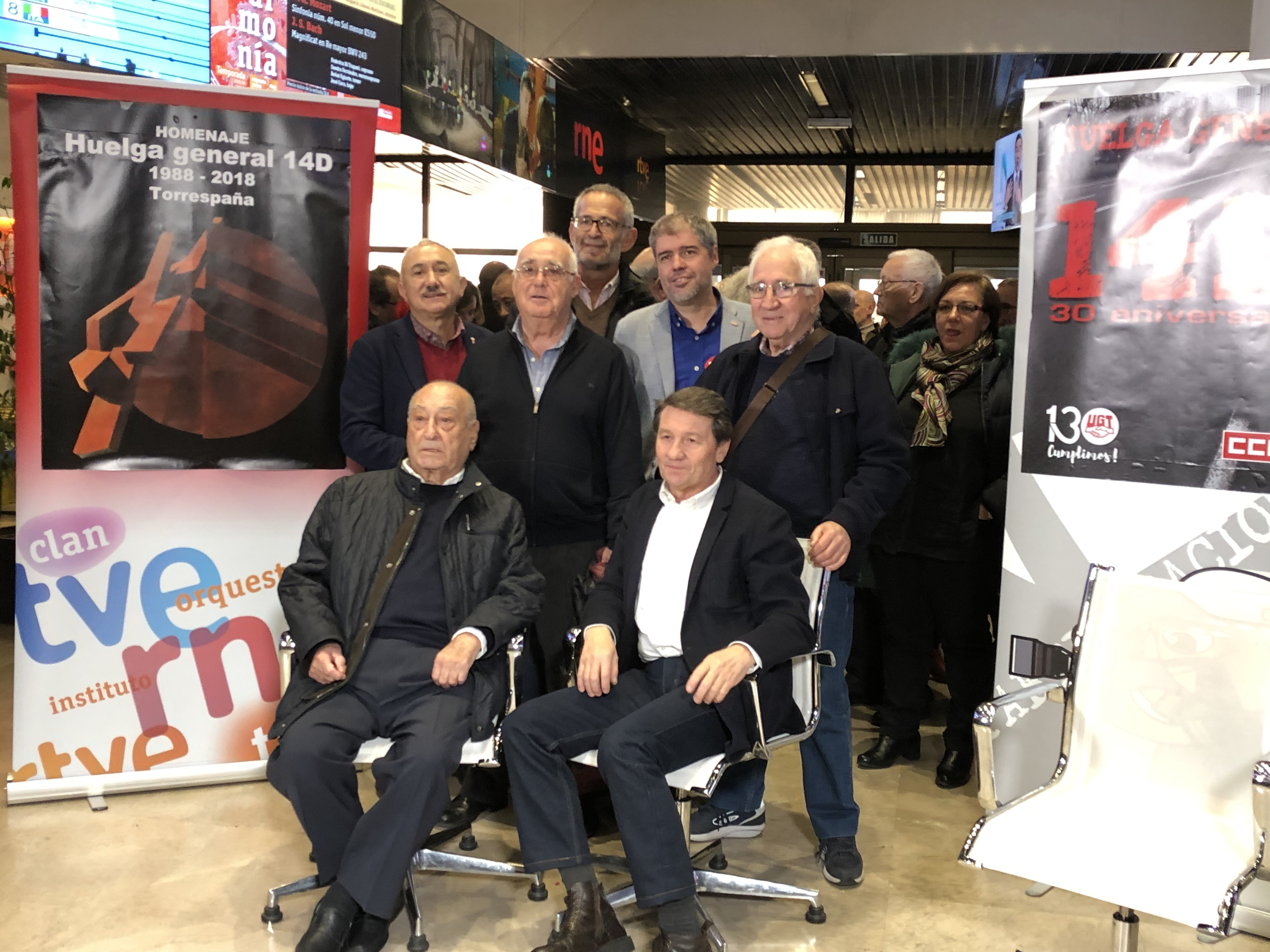
Acto conmemorativo en RTVE - Torrespaña en 14 de diciembre de 2018 en el 30 aniversario de la Huelga General. Líderes sindicales con los trabajadores que protagonizaron la huelga en RTVE el 14 de diciembre de 1988

Se evitaron las represalias individuales y aunque se intentó atribuir la acción a seis o siete empleados, quedó de manifiesto que fue por la acción decidida de toda la plantilla de RTVE y en consecuencia, al final, nadie resultó sancionado.
Por el impacto que ocasionó el corte de la emisión de TVE, gracias a los esfuerzos de todos los trabajadores de RTVE; la huelga fue seguida masivamente en toda España desde primeras horas con un éxito sin precedentes en el movimiento sindical español posterior a la Transición.

### Conmemoración en RTVE de la Huelga General
30 años después de la huelga general, UGT y CCOO organizaron en RTVE un acto conmemorativo para recordar el papel de la radiotelevisión pública en el éxito de la huelga general en el que participaron trabajadores que protagonizaron la huelga en 1988 y los secretarios generales de ambos sindicatos, Nicolás Redondo y Antonio Gutiérrez en el momento de la huelga además de los líderes actuales de ambos sindicatos: Pepe Álvarez y Unai Sordo.